# Баронеты Фицджеральд
Баронеты Фицджеральд (англ. FitzGerald baronets) — четыре титула баронетов, созданных для фамилии Фицджеральд. Один из титулов баронета входит в список баронетов Ирландии, а остальные три — в список баронетов Великобритании.
Титул баронета Фицджеральда из Кленлиша в графстве Лимерик был создан в списке баронетов Ирландии 8 февраля 1644 года для Эдмунда Фицджеральда (умер около 1665). Ему наследовал Джон Фицджеральд, 2-й баронет (ум. 1708), который был лишен титула баронета в 1691 году.
Титул баронета Фицджеральда из Ньюмаркет-он-Фергусе или Карригорана в графстве Клэр был создан в списке баронетов Соединённого королевства 5 января 1822 года для Августина Фицджеральда. Титул прервался после смерти в 1908 году 5-го баронета.
Титул баронета Фицджеральда из Валентии в графстве Керри был создан в списке баронетов Соединённого королевства 8 июля 1880 года для сэра Питера Джорджа Фицджеральда, 19-го рыцаря Керри (1808—1880). Этот титул баронета существует и в настоящее время.
Титул баронета Фицджеральда из Джеральдин-Плейс в Санкт-Финн Барр в графстве Корк был создан в списке баронетов Соединенного королевства 10 октября 1903 года для Эдварда Фицджеральда, лорда-мэра Корка в 1901, 1902 и 1903 годах. Предполагаемый 3-й баронет не использовал свой титул и никогда не доказывал свою преемственность, и, следовательно, никогда не был в официальном списке баронетов. Его младший брат, предполагаемый 4-й баронет (который являлся римско-католическим священником) также не использовал полученный титул, и также не смог успешно доказать свою преемственность и поэтмоу не был включен в официальный список баронетов. С 1957 года титул баронета считается находящимся в покое.

## Баронеты Фицджеральд из Кленлиша (1644)
- Сэр Эдмунд Фицджеральд, 1-й баронет (умер около 1665)
- Сэр Джон Фицджеральд, 2-й баронет (умер 11 июля 1708). Лишен титула в 1691 году.

## Баронеты Фицджеральд изНьюмаркет-он-Фергуса(1822)
- Сэр Августин Фицджеральд, 1-й баронет[англ.] (ок. 1765 — 3 декабря 1834), сын полковника Эдварда Фицджеральда (ок. 1736—1814)
- Сэр Уильям Фицджеральд, 2-й баронет (ок. 1780 — 30 мая 1847), младший брат предыдущего
- Сэр Эдвард Фицджеральд, 3-й баронет (1806 — 13 марта 1865)
- Сэр Августин Фицджеральд, 4-й баронет (12 марта 1809 — 31 января 1893)
- Сэр Джордж Камминг Фицджеральд, 5-й баронет (август 1823 — 10 мая 1908).

## Баронеты Фицджеральд из Валентии (1880)
- Сэр Питер Джордж Фицджеральд, 1-й баронет из Валентии[англ.], 19-й рыцарь Керри (15 сентября 1808 — 6 августа 1880), пятый сын Мориса Фицджеральда, 18-го рыцаря Керри (1772—1849)
- Сэр Морис Фицджеральд, 2-й баронет из Валентии, 20-й рыцарь Керри (5 февраля 1844 — 22 октября 1916), старший сын предыдущего
- Сэр Джон Питер Джеральд Морис Фицджеральд, 3-й баронет из Валентии, 21-й рыцарь Керри (4 мая 1884 — 19 февраля 1957), старший сын предыдущего
- Сэр Артур Генри Бринсли Фицджеральд, 4-й баронет из Валентии, 22-й рыцарь Керри (6 июля 1885 — 30 ноября 1967), третий сын 2-го баронета, младший брат предыдущего
- Сэр Джордж Питер Морис Фицджеральд, 5-й баронет из Валентии, 23-й рыцарь Керри[англ.] (27 февраля 1917 — 6 апреля 2001), второй сын предыдущего
- Сэр Адриан Джеймс Эндрю Дэнис Фицджеральд, 6-й баронет из Валентии[англ.], 24-й рыцарь Керри (род. 24 июня 1940), единственный сын предыдущего.

## Баронеты Фицджеральд из Джеральдин-Плейс (1903)
- Сэр Эдвард Фицджеральд, 1-й баронет (24 ноября 1846 — 22 июня 1927), сын Дэниела Фицджеральда (1801—1876)
- Сэр Джон Джозеф Фицджеральд, 2-й баронет (20 февраля 1876—1957), второй сын предыдущего
- Эдвард Томас Фицджеральд, предполагаемый 3-й баронет (7 марта 1912 — 13 августа 1988), старший сын предыдущего
- Дэниел Патрик Фицджеральд, предполагаемый 4-й баронет (28 июня 1916 — 9 августа 2016), младший брат предыдущего, четвертый сын сэра Эдварда Фицджеральда, 1-го баронета
- Сэр Эндрю Питер Фицджеральд, предполагаемый 5-й баронет (род. в июле 1950), единственный сын Джона Финнбара Фицджеральда (1918—2016), внук Эндрю Фицджеральда (1885—1969) и правнук сэра Эдварда Фицджеральда, 1-го баронета.